# Archikatedra Najświętszej Marii Panny w Ndżamenie
Archikatedra  Matki Bożej Królowej Pokoju w Ndżamenie (fr. Cathédrale Notre-Dame de la Paix de Ndjamena) – świątynia rzymskokatolicka będąca katedrą archidiecezji Ndżamena.

## Historia
Projekt budowy kościoła poświęconego "Matce Bożej Zwycięskiej" powstał z inicjatywy niektórych francuskich oficerów w 1942 roku. Powołano wtedy „Komitet budowy kościoła w Fort Lamy”, ale projektu wówczas nie zrealizowano.

### Katedra Matki Bożej Wniebowziętej
W 1951 roku biskup Joseph Bouchet, prefekt apostolski w Fort Lamy, wrócił do projektu budowy katedry pod wezwaniem "Matki Bożej Wniebowziętej". Gdy w 1958 roku powstała archidiecezja Fortu Lamy, jej pierwszy arcybiskup Paul Dalmais zaangażował się w zebranie odpowiednich funduszy i doprowadził prace do końca. Katedra została poświęcona 28 marca 1965 roku.
Podczas wojny domowej (1979–1985), w trakcie walk w stolicy Czadu, katedra znalazła się na pierwszej linii ognia. 30 kwietnia 1980 roku trafiła ją bomba zapalająca. W wyniku pożaru zawalił się drewniany dach.

### Katedra Matki Bożej Królowej Pokoju

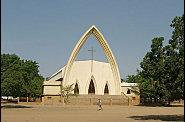
Archikatedra po odbudowie w 1986 roku

Już pod koniec wojny domowej nowy arcybiskup Charles Vandame zaczął zbierać pieniądze na renowację katedry. Dzięki pomocy Kościoła powszechnego i innych lokalnych Kościołów (diecezja Czadu zebrała 1500 dolarów amerykańskich) katedrę odbudowano. Podczas prac dach został obniżony i zmniejszony o połowę. Wykonano go z metalowej ramy pokrytej blachą. Podczas poświęcenia 6 grudnia 1986 roku katedra otrzymała wezwanie "Matki Bożej Królowej Pokoju", bo po zakończeniu wojny wydawało się ono bardziej odpowiednie. 

### Wizyta papieża Jana Pawła II
30 stycznia 1990 roku podczas Podróży Apostolskiej do Republiki Zielonego Przylądka, Gwinei Bissau, Mali, Burkina Faso i Czadu katedrę nawiedził Jan Paweł II i odprawił nabożeństwo maryjne.

### Remont katedry w 2013 roku
Wierni jednak domagali się przywrócenia poprzedniego wyglądu katedry. Jej kształt nawiązywał bowiem do lokalnej architektury.
W 2009 roku pojawiły się informacje o zburzeniu katedry, która znajduje się w pobliżu pałacu prezydenckiego i meczetu, w zamian za wybudowanie bazyliki na 5000 osób w innej dzielnicy miasta. Jednak arcybiskup Matthias N'Gartéri Mayadi podczas konferencji prasowej oświadczył, że katedra jest związana z posługą biskupa i nie można jej nigdy przenosić z wyjątkiem wyjątkowych zdarzeń takich jak trzęsienie ziemi lub za zgodą papieża, a bazylika nie może zastąpić katedry.
W 2013 roku rozpoczęto remont katedry. Miał on być sfinansowany z funduszy rządowych. Jednak kryzys i spadek dochodów z ropy spowodowały przerwanie prac. Obecnie msze i nabożeństwa są sprawowane w namiocie zakupionym przez prezydenta Republiki Czadu. Gdy w 2016 roku mianowany arcybiskupem został Edmond Djitangar jego ingres odbył się w  Parafii Najświętszego Serca w Chagoua, gdyż katedra w namiocie nie mogłaby pomieścić wszystkich przybyłych na uroczystość wiernych. Nowy biskup podjął w 2017 roku podjął inicjatywę zbierania pieniędzy w kraju i za granicą na odbudowę katedry. Archidiecezja potrzebuje na ten cel trzynastu milionów dolarów.